# Mancala
Mancala (ar. naqalah, „pokretati”) zajednički je naziv za igre na ploči koje se igraju u dvoje uglavno u afričkim i azijskim zemljama.

## Osnovni podaci
Prvi Europljan koji je mancalu opisao u znanstvenim radu, bio je u 17. stoljeću Richard Jobson u svojoj knjizi The Golden Trade.
Većina igara mankale dijele povezanost u načinu igranja. Igrači počinju postavljanjem određenog broja kamenčića, ovisno o tipu igre, u svaku od rupa na ploči. Potez se sastoji u uzimanju svih kamenčića iz rupe, „sijući“ ih jednog po jednog u krug sakupljajući one na strani protivnika ovisno o stanju na ploči. Ovakav tip igre vrijedi za sve varijante. Neke od varijanti igre omogućavaju igraču i da naprave višestruke krugove na ploči igrajući nekoliko puta uzastopce.

## Povijest
Prvi materijalni dokazi vuku porijeklo iz 4. Stoljeća AD iz rimske legije na Crvenom moru u Egiptu. Fragmenti lončarstva i kamenih ploča pronađeni u Eritreji i Etiopiji ukazuju da se igra igrala u periodu između 6. I 7. stoljeća AD. Danas se pretpostavlja da je igra stara oko 1300 godina iako mnogi smatraju da je s obzirom na njenu jednostavnost to vrijeme moglo biti i znatno duže.
Pretpostavlja se da su igru na prostor Balkana donijeli Turci, a u Europi, točnije Njemačkoj je bila poznata kao Bohnenspiel. Zapisano je da se u 16. i 17. stoljeću igrala u Bosni gdje je bila poznatija kao Ban-Ban.
U Europi igra je popularna na prostoru Francuske i Katalonije te u bivšim kolonijama zapadne i središnje Afrike (Nigerija, Obala Bjelokosti, Cabo Verde). Igra ima različite nazive diljem svijeta a neki od njih su: Ayo, Awale, Bao, Djibuti, Oware, Wari i sl.
S obzirom na migraciju ljudi iz Afrike danas se igra i na prostoru SAD-a (Karipsko otočje).

## Oprema
Oprema se sastoji od ploče, (najčešće konstruirane od drva, rjeđe kamena a u novije doba i od plastike) s udubljenjima(rupama) u dva reda ili četiri. Neke od tabli imaju i posebna udubljenja za sakupljanje kamenčića.
Žetoni za igru su najčešće krupne sjemenke, kamenčići, sitne školjke, pikule ili bilo koji drugi materijal praktičan za igru.
Konfiguracija ploče varira od jednog kraja svijeta do drugog: od 2x6, 2x10, 4x40 ili čak do 2x50 rupa. Najčešće korištena konfiguracija je 2x6 rupa s 48 sjemenki. 

## Pravila
Krajnji cilj igre je sakupiti više kamenčića od svog protivnika. Ovdje ćemo opisati najčešću varijantu igre s 2x6 rupa i 48 kamenčića (poznatiju pod imenom Awale).
Igra počinje tako da se u svaku rupu stavi po četiri kamenčića. Igrač koji je prvi bira jednu od rupa na svojoj strani ploče i započinje krug suprotno od kazaljke na satu stavljajući po jedan kamenčić u svaku rupu pritom ostavljajući praznom rupu iz koje je krenuo. Ako na protivničkoj strani zadnji kamenčić padne u rupu koja već sadrži jedan ili dva kamenčića igrač sebi kupi sadržaj te rupe. Također, nije dozvoljeno „izgladnjivanje“ svog protivnika tj. ako jedan od igrača nema kamenčića za igru drugi igrač mora odigrati potez koji omogućuje nastavak igre tj. protivniku mora „dati“. Ako igrač u jednoj rupi ima toliko da može napraviti više od jednog kruga na ploči takva skupina se naziva Kro. Odigrava se tako da se u drugom krugu preskače rupa iz koje se krenulo tj. u nju se ne stavlja. Kraj igre: igra završava ako jedan od igrača ne može odigrati niti jedan potez ili ako se u svakoj rupi nalazi po jedan kamenčić, tada svaki igrač sebi pribraja ono što ostane na njegovoj strani ploče. Pobjednik je onaj igrač koji prvi sakupi 25 bodova (tj. za jedan više od polovice).

## Vanjske poveznice
- Bohnenspiel
- Besplatna verzija s on-line opcijom
- Mancala online